# Jádson
Jádson, właśc. Jádson Rodrigues da Silva (ur. 5 października 1983 w Londrinie) – piłkarz brazylijski grający na pozycji ofensywnego pomocnika.

## Kariera piłkarska

### Kariera klubowa
Jádson pochodzi z miasta Londrina leżącego w stanie Parana. Piłkarską karierę rozpoczął w klubie Athletico Paranaense z miasta Kurytyba. W jego barwach zadebiutował w 2003 roku w lidze brazylijskiej. W 2003 roku zajął z Athletico Paranaense 12. miejsce w lidze, a w 2004 roku został wicemistrzem. W różnych rozgrywkach (liga, mistrzostwa stanowe) wystąpił dla Athletico Paranaense w 139 meczach i strzelił 50 goli.
W styczniu 2005 roku Jádson przeszedł do ukraińskiego Szachtara Donieck. W lidze ukraińskiej zadebiutował 5 marca w wygranym 3:1 meczu z Wołyniem Łuck. Do końca sezonu wystąpił w 19 meczach Szachtara i strzelił w niech 6 goli oraz wywalczył mistrzostwo kraju. W sezonie 2005/2006 Jádson zagrał w 30 ligowych meczach Szachtara i strzelił 7 bramek oraz drugi raz z rzędu został mistrzem Ukrainy. Natomiast w sezonie 2006/2007 został wicemistrzem kraju oraz wziął udział w fazie grupowej Ligi Mistrzów. W 2008 roku wywalczył z Szachtarem Puchar Ukrainy oraz mistrzostwo kraju. 27 listopada 2008 roku Jádson strzelił hat tricka w wygranym 5:0 meczu Champions League z FC Basel. W 2009 roku zdobył Puchar UEFA, a w 2010 roku ponownie został mistrzem kraju.
W styczniu 2012 podpisał 3-letni kontrakt z São Paulo FC.
| Sezon   | Klub                 | Kraj     | Rozgrywki        | Mecze | Bramki |
| ------- | -------------------- | -------- | ---------------- | ----- | ------ |
| 2003    | Athletico Paranaense | Brazylia | Série A          | 26    | 6      |
| 2004    | Athletico Paranaense | Brazylia | Série A          | 39    | 15     |
| 2004/05 | Szachtar Donieck     | Ukraina  | Wyszcza Liha     | 15    | 6      |
| 2005/06 | Szachtar Donieck     | Ukraina  | Wyszcza Liha     | 23    | 7      |
| 2006/07 | Szachtar Donieck     | Ukraina  | Wyszcza Liha     | 22    | 3      |
| 2007/08 | Szachtar Donieck     | Ukraina  | Wyszcza Liha     | 15    | 3      |
| 2008/09 | Szachtar Donieck     | Ukraina  | Wyszcza Liha     | 26    | 1      |
| 2009/10 | Szachtar Donieck     | Ukraina  | Premier-liha     | 26    | 9      |
| 2010/11 | Szachtar Donieck     | Ukraina  | Premier-liha     | 24    | 5      |
| 2011/12 | Szachtar Donieck     | Ukraina  | Premier-liha     | 11    | 3      |
| 2012    | São Paulo FC         | Brazylia | Série A          | 35    | 5      |
| 2013    | São Paulo FC         | Brazylia | Série A          | 21    | 1      |
| 2014    | Corinthians Paulista | Brazylia | Série A          | 30    | 4      |
| 2015    | Corinthians Paulista | Brazylia | Série A          | 34    | 13     |
| 2016    | Tianjin Quanjian     | Chiny    | China League One | 29    | 6      |
| 2017    | Corinthians Paulista | Brazylia | Série A          | 29    | 6      |
| 2018    | Corinthians Paulista | Brazylia | Série A          | 23    | 4      |

- Stan na 26 listopada 2018

### Kariera reprezentacyjna
9 lutego 2011 debiutował w reprezentacji Brazylii w towarzyskim meczu z Francją (0:1).

## Sukcesy

### Sukcesy klubowe
- wicemistrz Campeonato Brasileiro Série A: 2004
- mistrz Ukrainy: 2005, 2006, 2008
- wicemistrz Ukrainy: 2007, 2009
- zdobywca Pucharu Ukrainy: 2008
- finalista Pucharu Ukrainy: 2007, 2009
- zdobywca Superpucharu Ukrainy: 2005, 2008
- finalista Superpucharu Ukrainy: 2006, 2007
- zdobywca Pucharu UEFA: 2009

### Sukcesy indywidualne
- najlepszy piłkarz meczu finałowego Pucharu UEFA: 2009
- wybrany do symbolicznej reprezentacji Brazylii według Jornal de Tarde: 2004
- wybrany do najlepszej dziesiątki piłkarzy Brazylii według PLACAR

### Odznaczenia
- tytuł Zasłużonego Mistrza Sportu Ukrainy: 2009[2]
- Order „Za odwagę” III klasy: 2009[3].